# Сапалпа
Сапалпа (англ. Sapulpa ) — город в округах Крик и Талса в американском штате Оклахома. Административный центр округа Крик. Население составляло 21 929 человек на момент переписи 2020 года по сравнению с 20 544 жителями на момент переписи 2010 года.

## Население
| 2010   | 2020    |
| ------ | ------- |
| 20 544 | ↗21 929 |